# Dubbeldeksaggloregiomaterieel

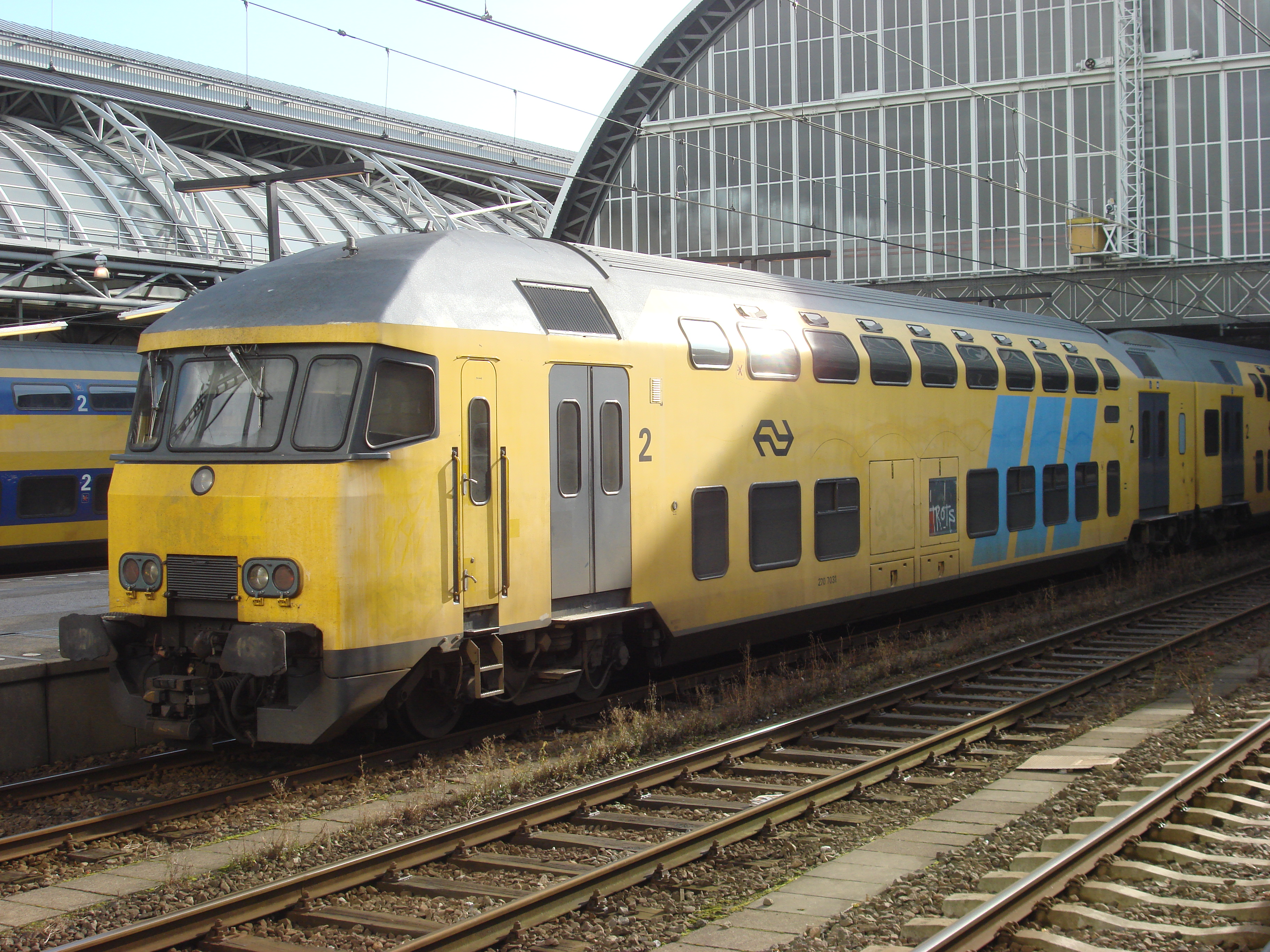
Een DD-AR-stuurstandrijtuig te Amsterdam Centraal.

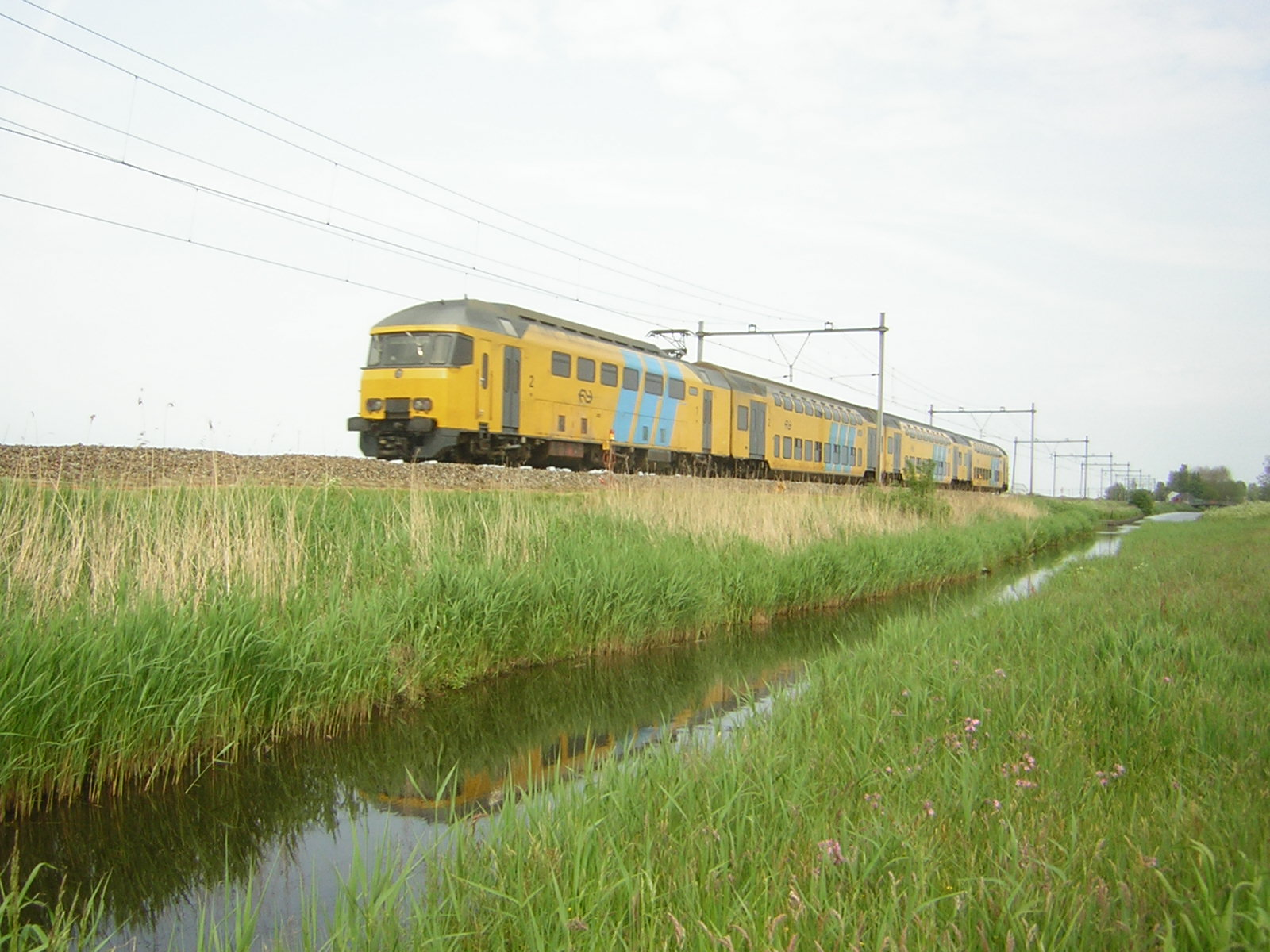
Een DD-AR in de omgeving van Hoorn onderweg richting Enkhuizen als Stoptrein (4500).

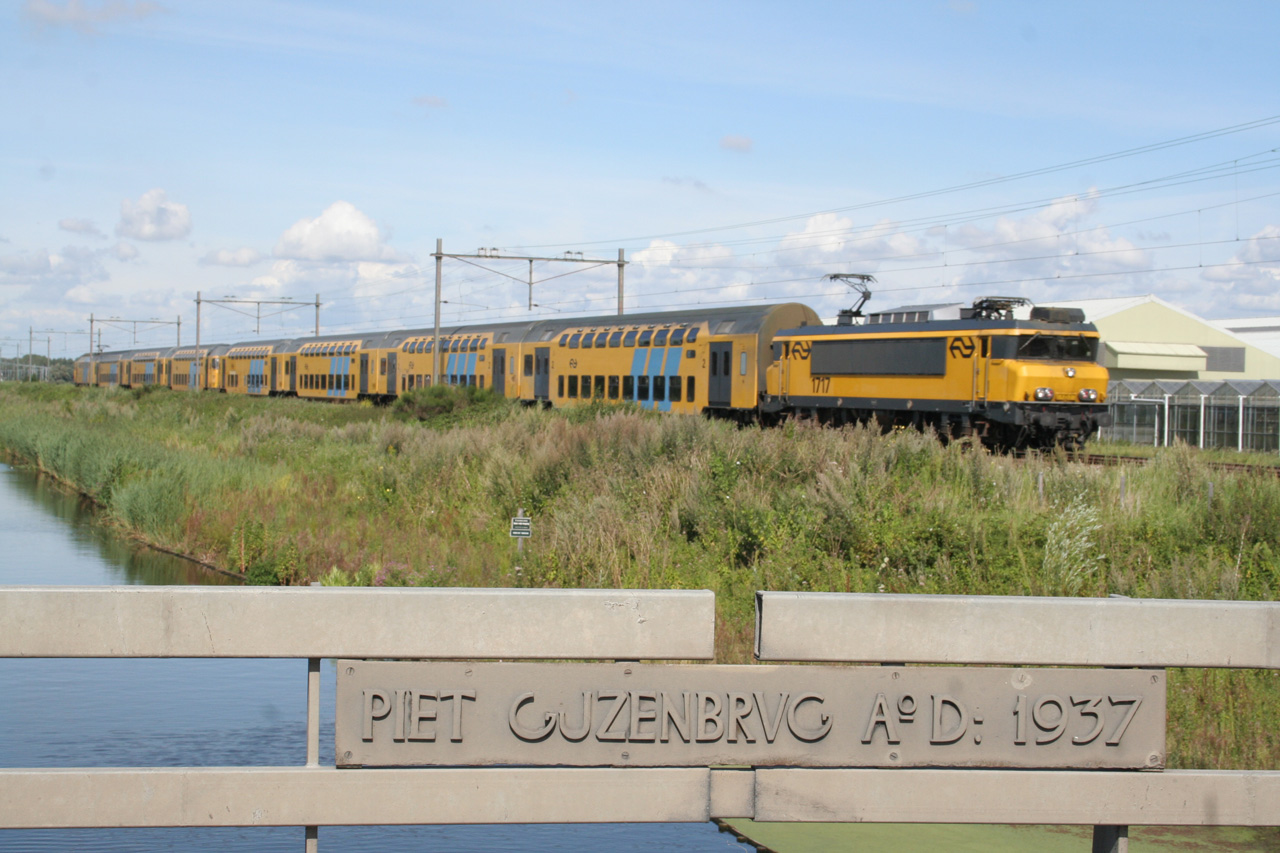
Twee treinstammen DD-AR tussen Haarlem en Leiden, bij Piet Gijzenbrug; 2007.

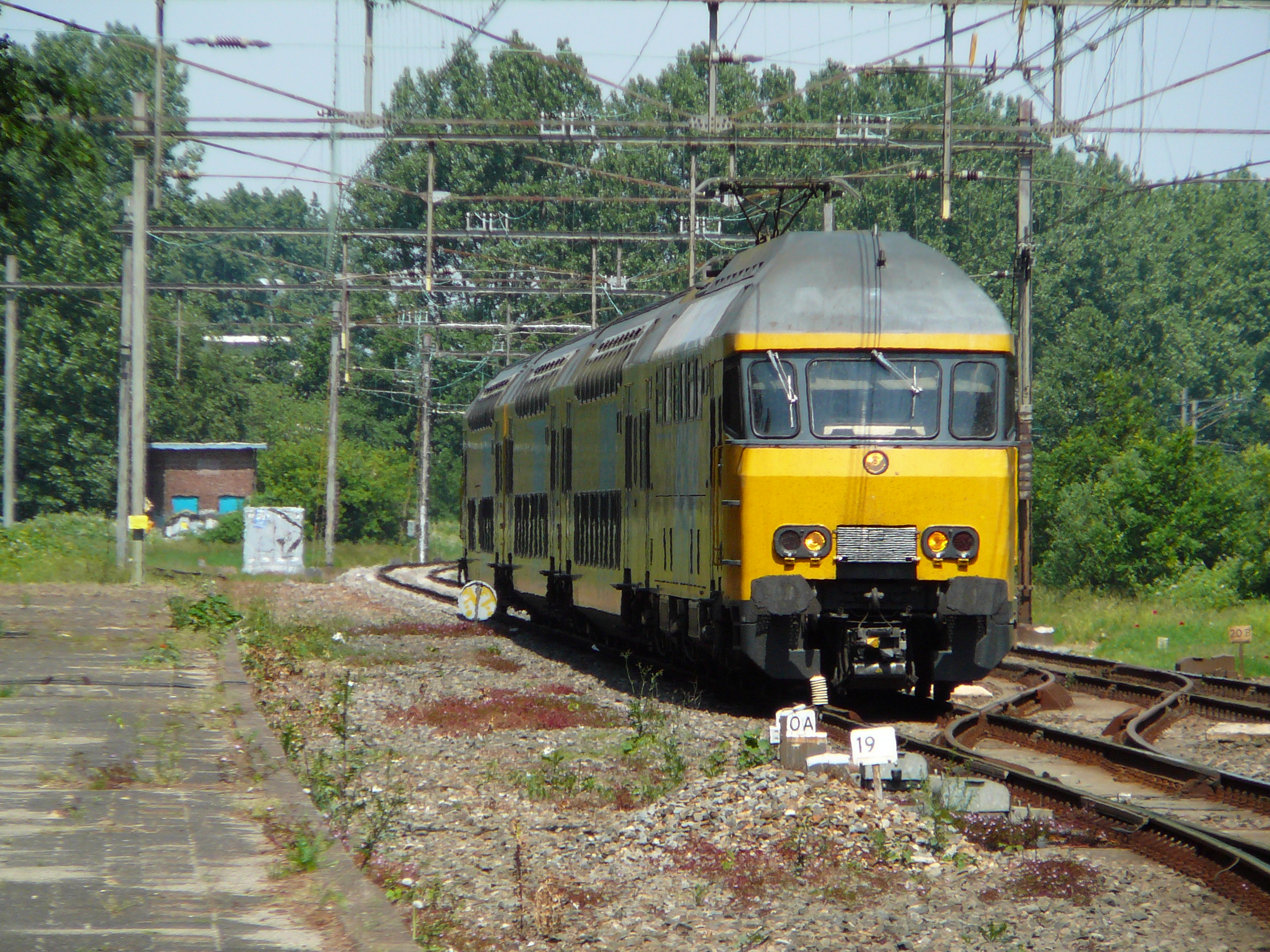
DD-AR 7847 Hoorn – Haarlem te Santpoort Noord. Dit treinstel rijdt nu rond als 7632.

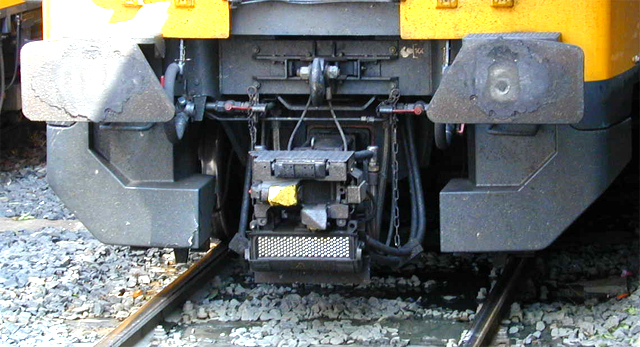
BSI-koppeling.

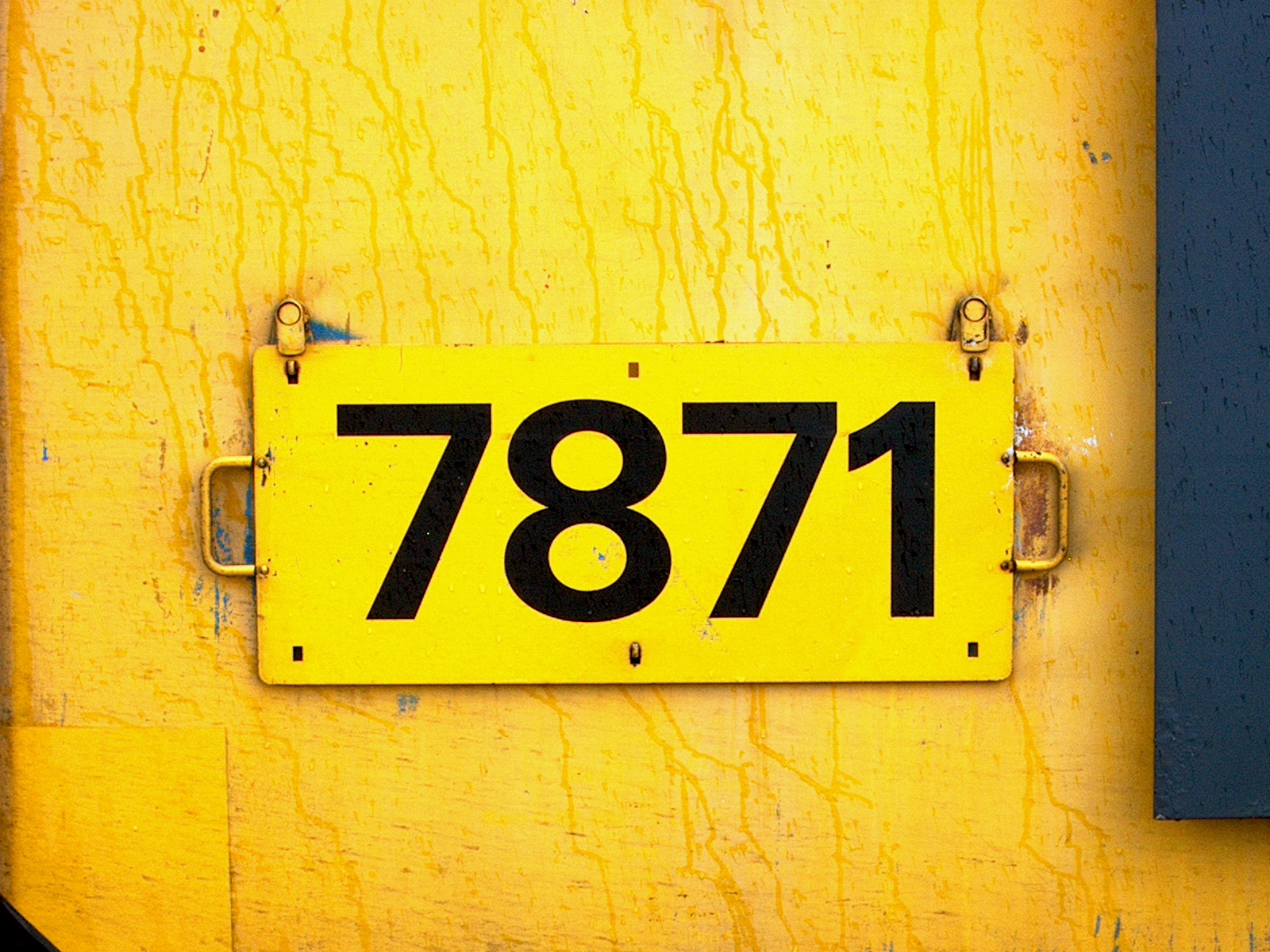
Afneembaar nummerbord van een treinstam.

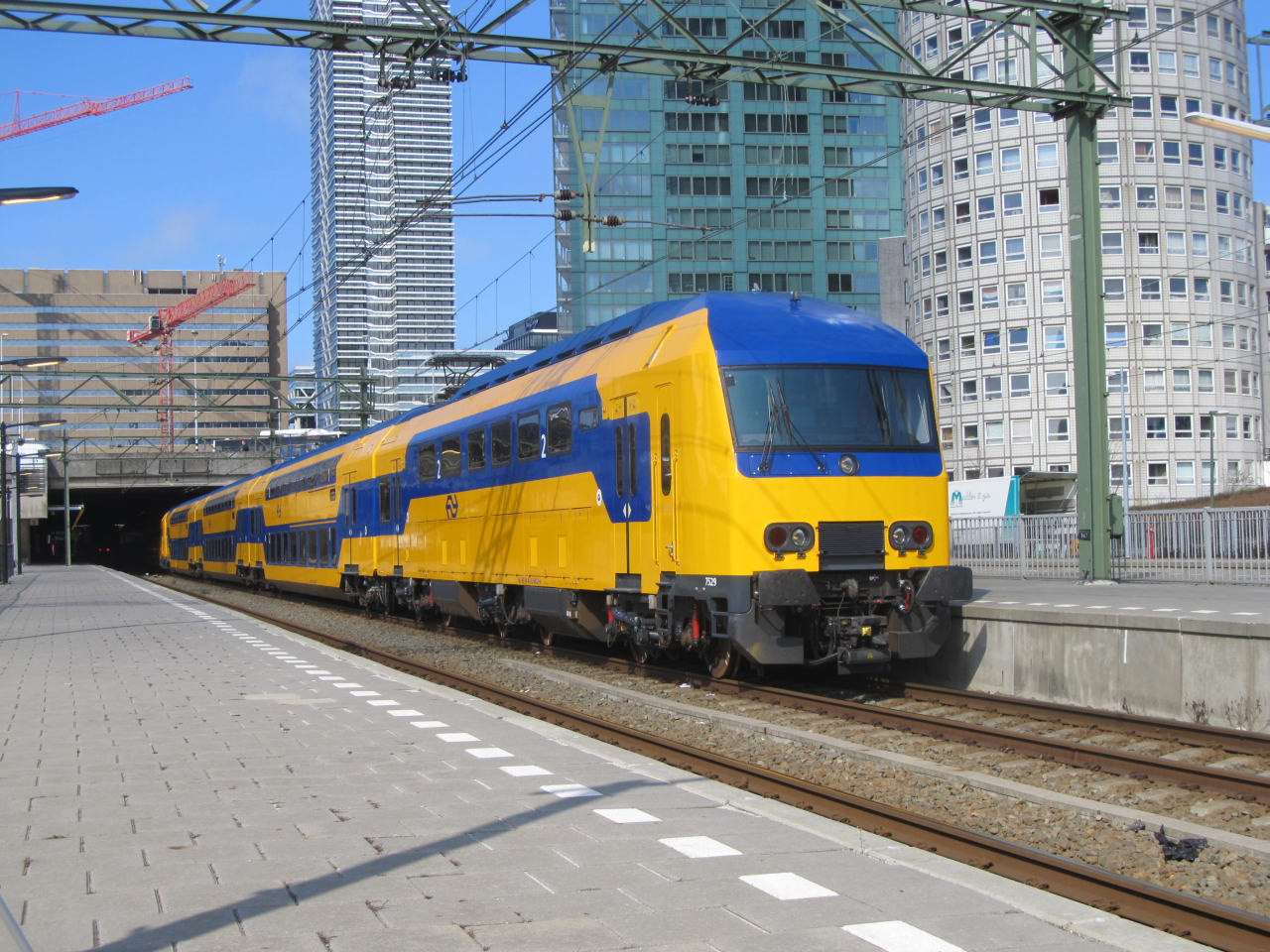
De DDZ te Den Haag Centraal.

Het dubbeldeksaggloregiomaterieel (DD-AR) was een materieelserie van de Nederlandse Spoorwegen. De naam AggloRegio komt van een nooit ingevoerde benaming voor stoptrein. De aanleiding voor deze bestelling was de invoering van de OV-studentenkaart in 1991.
De 258 dubbeldeksrijtuigen werden tussen 1991 en 1994 gebouwd door de firma Talbot in Aken. De rijtuigen zijn onderverdeeld in de series DDM-2 en DDM-3.
In 1996, 1997 en 1998 werden 50 motorrijtuigen van de serie mDDM gebouwd, die de meeste treinstammen aandreven. Voor de overige treinstammen werden 29 elektrische locomotieven van de serie 1700 gebruikt. Oorspronkelijk waren het er 81, voor alle treinstammen.
Tussen 2010 en 2013 werden 190 DD-AR-rijtuigen en alle 50 mDDM-motorrijtuigen gemoderniseerd en daarbij verbouwd tot 50 intercitytreinstellen van het type Dubbeldekker Zonering (DDZ, ook wel Nieuwe Intercity Dubbeldekker (NID)): 30 met 4 bakken en 20 met 6 bakken. Het DDZ-materieel heeft geen locomotieven meer nodig.
Oorspronkelijk zou met de afronding van het DDZ-project het resterende DD-AR-materieel buiten dienst gaan. Met ingang van juni 2013 reden er hiermee dan ook geen treinen meer. De DD-AR-vloot kwam voor een deel eind 2014 weer in dienst in afwachting van de aflevering van de Sprinter Nieuwe Generatie. De eerste gereactiveerde stam DD-AR met elektrische locomotieven van de serie 1700 kwam op 7 december 2014 weer in dienst. De 18 gereactiveerde stammen zijn op 15 december 2019 definitief uit dienst gegaan.

## Kenmerken
Het model van de rijtuigen DD-AR is gebaseerd op de eerste Nederlandse serie dubbeldeksmaterieel (DDM-1). Door te kiezen voor een bestaand ontwerp kon het nieuwe materieel snel geleverd worden. Anders dan het geval was bij de DDM-1, zijn deze treinen voornamelijk bedoeld als stoptreinmaterieel. Zij moesten daarom dezelfde rijtijden kunnen halen als Mat '64. Om deze reden waren korte treinstammen gewenst. Om een flexibele inzet mogelijk te maken werden de stuurstandrijtuigen en de gebruikte locomotieven voorzien van automatische koppelingen van fabrikant BSI. Hierdoor kunnen twee stammen (ongeacht de samenstelling) gekoppeld rijden.
Een ander opvallend verschil met DDM-1 is het interieur: in DDM-1 waren dezelfde rode banken geplaatst als destijds in de Sprinter, DD-AR kreeg appelgroene banken, deels met een nieuw type bank dat meer beenruimte biedt. Ook heeft DD-AR digitale bestemmingsschermen aan de buitenzijde van ieder rijtuig.
De treinstammen reden als trek-duwtrein. De reguliere DD-AR-treinstammen konden bestaan uit:
- een stuurstandrijtuig type Bvk, een tussenrijtuig type ABv, een rijtuig type Bv en een motorrijtuig type mABk, of
- een stuurstandrijtuig Bvk, een rijtuig ABv, twee rijtuigen type Bv en een locomotief.

De treinstammen waren respectievelijk genummerd in de serie 7800 dan wel serie 7400. Tot de komst van de motorrijtuigen reden ook treinstammen van drie rijtuigen, genummerd in de serie 7300. In 2003 werden, wegens een tijdelijk tekort aan locomotieven, enkele stuurstandrijtuigen ingezet in trek-duwtreinen bestaande uit Intercityrijtuigen en een locomotief van de serie 1700. Ter compensatie werden enkele DD-AR-stammen verlengd en vernummerd in de serie 7900. Sinds 2006 reden alleen nog stammen van de serie 7400 en 7800. Een enkele keer werd tijdelijk een stam met drie rijtuigen en locomotief geformeerd, waardoor af en toe een stam uit de serie 7300 opdook.
Eind 2008 werden enkele stuurstand- en motorrijtuigen als proef voorzien van energiezuinige ledverlichting.

## Motorrijtuigen
In eerste instantie wilde NS direct dubbeldekstreinstammen met motorrijtuigen laten bouwen. Door materieelschaarste, mede naar aanleiding van de invoering van de OV-studentenkaart in 1991, was NS echter genoodzaakt het nieuwe materieel op korte termijn te bestellen. De ontwikkeling van motorrijtuigen duurde hiervoor te lang. Om deze reden werden alle stammen tijdelijk voorzien van een elektrische locomotief serie 1700, een gemodificeerde versie van de locomotieven van de serie 1600. Enkele jaren later werden alsnog motorrijtuigen gebouwd om een deel van de locomotieven af te lossen.
Na de aflevering van de motorrijtuigen type mDDM in de periode 1996-1998 vervingen de vrijgekomen locomotieven een deel van de elektrische locomotieven van de serie 1600 in het reizigersvervoer. Deze locomotieven schoven door naar het goederenvervoer, waar zij de oude locomotieven van de series 1100, 1200 en 1300 vervingen. Er zijn 50 motorrijtuigen gebouwd. Deze werden in de vroegere driewagenstammen geplaatst. De vierwagenstammen bleven rijden met een locomotief van de serie 1700. De 19 eind 2014 gereactiveerde stammen reden in een samenstelling van drie rijtuigen en een locomotief en hadden een nummer in de reeks 7300. Hierbij bevond zich de eerste klas op het bovendek van het stuurstandrijtuig.

## Materieel
DD-AR bestaat uit:
- 79 stuurstandrijtuigen tweede klas type Bvk; de onderverdieping heeft twee kleine compartimenten, verbonden door een gangetje
- 103 rijtuigen tweede klas type Bv
- 76 rijtuigen eerste/tweede klas type ABv
- 50 motorrijtuigen eerste/tweedeklas (mDDM) type mABk

Aan de uiteinden van elke rijtuigbak bevindt zich een balkon op het niveau van de buitendeur. Daartussen zit bij de meeste bakken een gedeelte met een beneden- en een bovenverdieping; vanaf het balkon is er een trap omlaag naar de benedenverdieping en een trap omhoog naar de bovenverdieping. Bij de mABk is er maar één verdieping. Daarbij bevindt zich de vloer op een hoger niveau dan het balkon (vanaf het balkon is er dus een trap omhoog), maar lager dan de bovenverdieping bij de andere rijtuigen.
In één ABv-rijtuig (nu Bv 280 7508) was de eerste klas gedeclasseerd naar tweede klas, het enige verschil was echter de eenvoudiger bekleding van de banken. De ramen werden echter niet aangepast, dus waren de ramen bij hierbij langer dan normaal bij de tweede klas. De ramen bij de eerste klas zijn namelijk langer dan bij de tweede klas.
Nummering
Omdat DD-AR een treinstam is, werkt de nummering anders dan bij een treinstel. De laatste twee cijfers (het volgnummer) zijn afhankelijk van de Bvk in de stam. Omdat er 79 Bvk's beschikbaar zijn, kunnen de nummers lopen van xx01 tot en met xx79. De eerste twee cijfers (het serienummer) zijn afhankelijk van de samenstelling:
- 7300: Bvk (bovendek eerste klas) + Bv + Bv + loc
- 7400: Bvk + ABv + Bv + Bv + loc
- 7800: Bvk + ABv + Bv + mABk

Als er bijvoorbeeld een treinstam was met het nummer 7424, kon er niet tegelijk een treinstam bestaan met het nummer 7824.

## Inzet
De eerste serie dubbeldekkers (DDM-1) was vooral bedoeld voor inzet tijdens de spitsuren, maar NS wilde met deze serie kunnen inspelen op langere perioden van drukke treinbezetting, verspreid over de dag. Het DD-AR-materieel was voornamelijk bedoeld om de reizigersgroei in de stoptreindiensten in en om de Randstad op te vangen. Door de komst van dit materieel konden het Stadsgewestelijk Materieel en Mat '64 andere diensten versterken en doorschuiven naar diensten van het Mat '54. De eerste treinstammen gingen in de zomer van 1992 rijden in Noord-Holland en op de Flevolijn. Vanaf 1993 werd DD-AR ook in West-Brabant ingezet. Ook gingen de stammen in de zomer van dat jaar de nieuwe doorgaande verbinding tussen Den Helder en Nijmegen rijden. Ten slotte verscheen het materieel dat jaar op de verbinding Den Haag – Venlo. In 1994 was de aflevering van het materieel voltooid en reden de stammen ook stoptreinen vanuit Utrecht naar Zwolle, Eindhoven en Tiel.
In de zomer van 1995 verdween het DD-AR uit de langeafstandsverbinding Den Helder – Nijmegen. Stam 7410 werd dat jaar verbouwd tot koffietrein en ging in een vaste omloop stoptreinen rijden tussen Nijmegen en 's-Hertogenbosch. Een jaar later kwam deze treinstam terug in de reguliere treindienst en verdween het DD-AR van de verbinding.
In 2003 werden enkele stuurstandrijtuigen ingezet in trek-duwtreinen bestaande uit Intercityrijtuigen en een locomotief van de serie 1700. Deze combinaties reden voornamelijk tussen Utrecht en Eindhoven.

## Inzet dienstregeling 2013
DD-AR werd in de dienstregeling 2013 tot medio juni 2013 planmatig ingezet. In de meeste series reed niet enkel DD-AR, maar er werden ook treinen met ander materieel gereden. DD-AR deed voornamelijk dienst als Sprinter, maar werd op enkele lijnen ook als Intercity ingezet.
| Serie | Treinsoort     | Route                                                                                                  | Bijzonderheden |
| ----- | -------------- | --- | --- |
| 3400  | Intercity (NS) | Haarlem – Beverwijk – Alkmaar                                                                          | Rijdt alleen in de spits in de spitsrichting. Rijdt niet op vrijdag. Traject werd bereden in combinatie met DDM-1. |
| 4400  | Sprinter (NS)  | Oss – 's-Hertogenbosch – Eindhoven Centraal – Helmond – Deurne                                         | Rijdt in de ochtendspits van maandag t/m donderdag twee ritten van/naar Oss, waarbij richting Oss non-stop wordt gereden tussen 's-Hertogenbosch en Oss. Traject werd bereden in combinatie met SGMm, DDZ en Plan V. Destijds aangeduid als 9600. |
| 5600  | Sprinter (NS)  | Utrecht Centraal – Utrecht Overvecht – Amersfoort Centraal – Zwolle                                    | Traject werd bereden in combinatie met DDZ. |
| 5700  | Sprinter (NS)  | Utrecht Centraal – Hilversum – Weesp – Amsterdam Zuid – Schiphol Airport – Hoofddorp – Leiden Centraal | Rijdt niet na 20:00 uur. Rijdt vrijdag en in het weekend niet tussen Hoofddorp en Leiden Centraal. |
| 14500 | Intercity      | Amsterdam Centraal – Hoorn – Hoogkarspel – Enkhuizen                                                   | Opgeheven per dienstregeling 2018. |

## Modernisering
In 2010 is NedTrain begonnen met de modernisering van het grootste deel van het DD-AR-materieel, dat aan de stoptreindiensten zou worden onttrokken om Intercitytreinen te gaan rijden. In totaal 240 rijtuigen, waaronder alle 50 motorrijtuigen, waren in juni 2013 verbouwd. Hiermee zijn 50 treinstammen (30 vierdelige en 20 zesdelige) gevormd. De eerste stam, genummerd 7501, had in 2011 gereed moeten zijn, maar maakte pas in december 2011 zijn eerste proefritten. Sinds maart 2012 zijn de eerste treinstellen in dienst. Het overige DD-AR-materieel en de locomotieven uit de 1700-serie die gebruikt werden voor DD-AR werden terzijde gesteld.
Kleine revisie
Een deel van de terzijde gestelde DD-AR's kreeg vanaf 17 maart 2014 een revisiebeurt om vanaf eind 2014 als reservematerieel ingezet te kunnen worden. Het ging hierbij om 19 stammen in de volgende samenstelling: een locomotief serie 1700 + 2 tussenrijtuigen + 1 stuurstandrijtuig. Sinds eind 2014 kwamen de rijtuigen die niet in een DDZ zijn veranderd langzaam maar zeker weer terug in de dienst. De definitieve buitendienststelling vond plaats in december 2019.

## Laatste inzet tot 15 december 2019
DD-AR werd in de dienstregeling 2019 planmatig ingezet in de volgende treinserie:
| Serie | Treinsoort    | Route                                                               | Bijzonderheden                      |
| ----- | ------------- | ------------------------------------------------------------------- | ----------------------------------- |
| 5600  | Sprinter (NS) | Utrecht Centraal – Utrecht Overvecht – Amersfoort Centraal – Zwolle | Tot 1 september 2019                |
| 7000  | Sprinter (NS) | Apeldoorn – Deventer – Almelo – Hengelo – Enschede                  | Rijdt in de spits van/naar Enschede |

Daarnaast verscheen de trein regelmatig op enkele andere trajecten, vaak op trajecten waar ook DDM-1 of DDZ rijdt.
Op 15 december 2019 kwam er definitief een einde aan de inzet van DDAR. De treinstellen werden vervangen door de nieuwe SNG treinstellen. Na de buitendienststelling zijn er nog een paar rijtuigen verkocht maar het grootste deel is gesloopt in 2021.

## Interieur

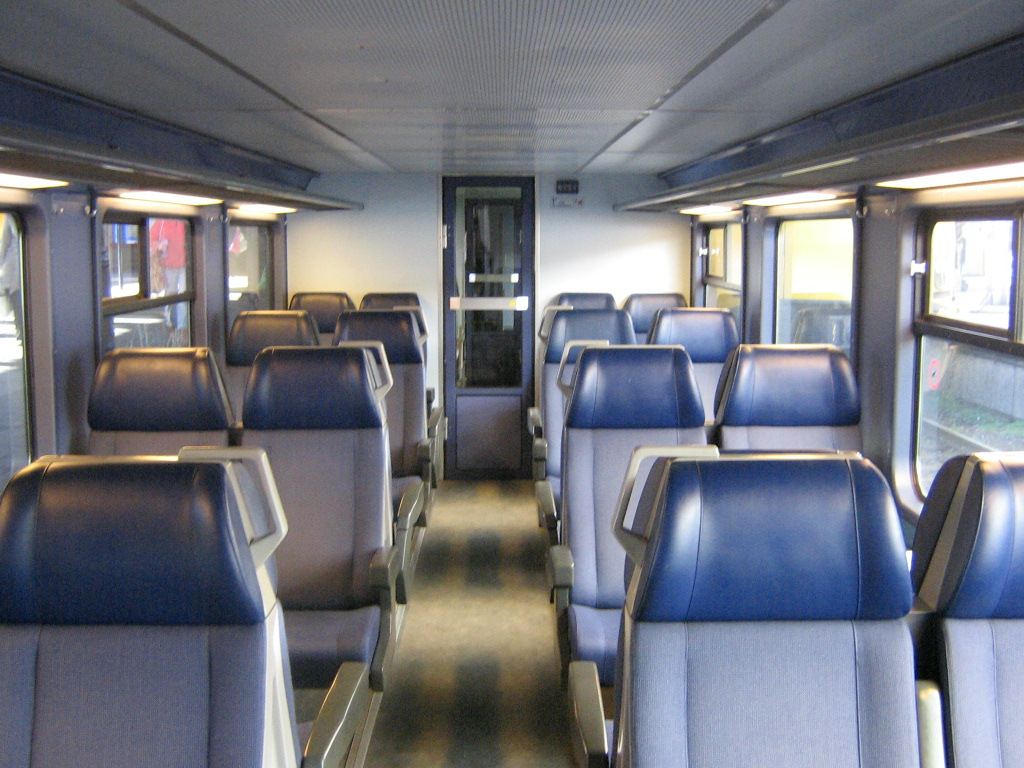
DD-AR-interieur eerste klas (beneden)
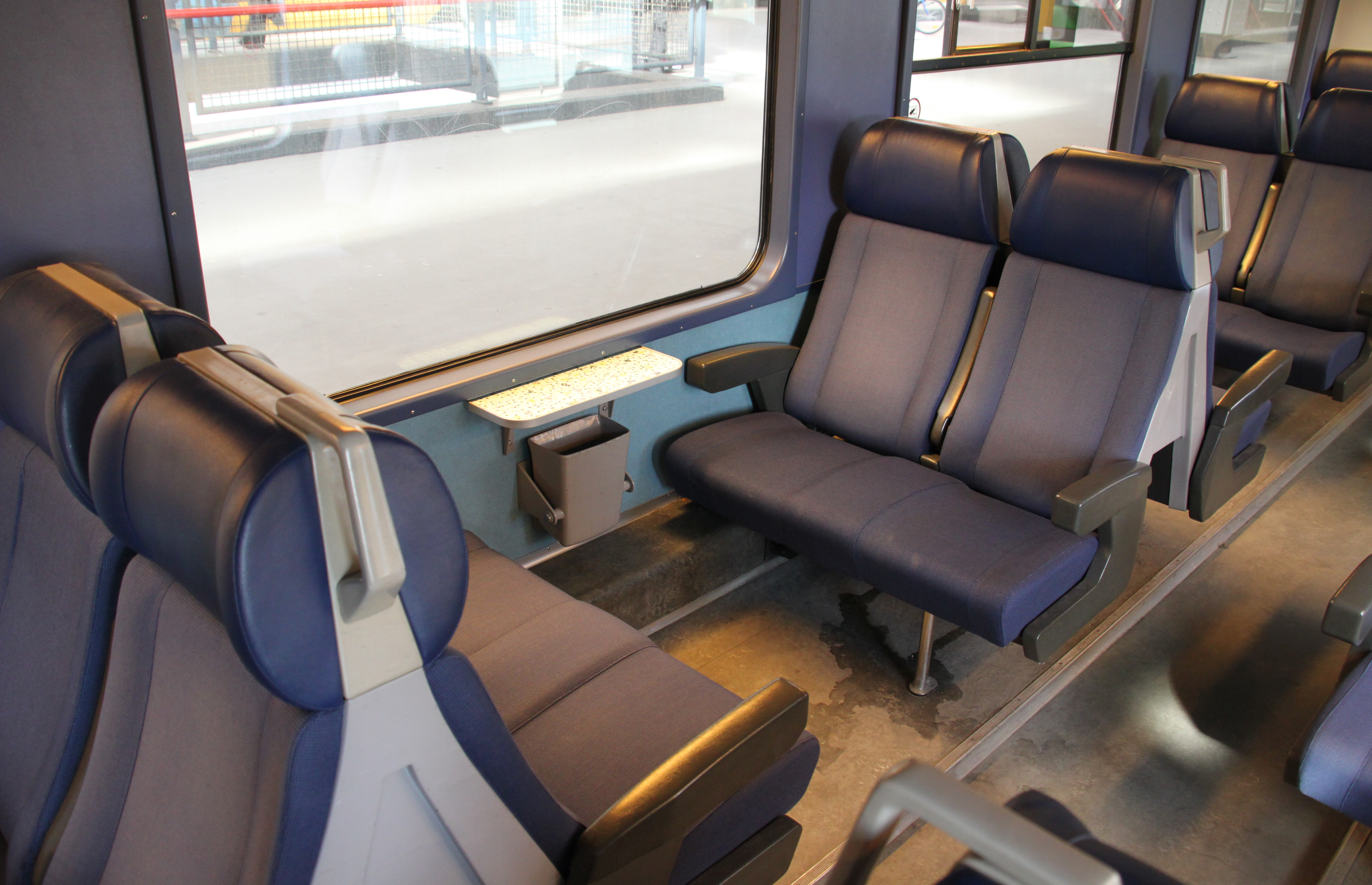
DD-AR-interieur eerste klas (beneden)
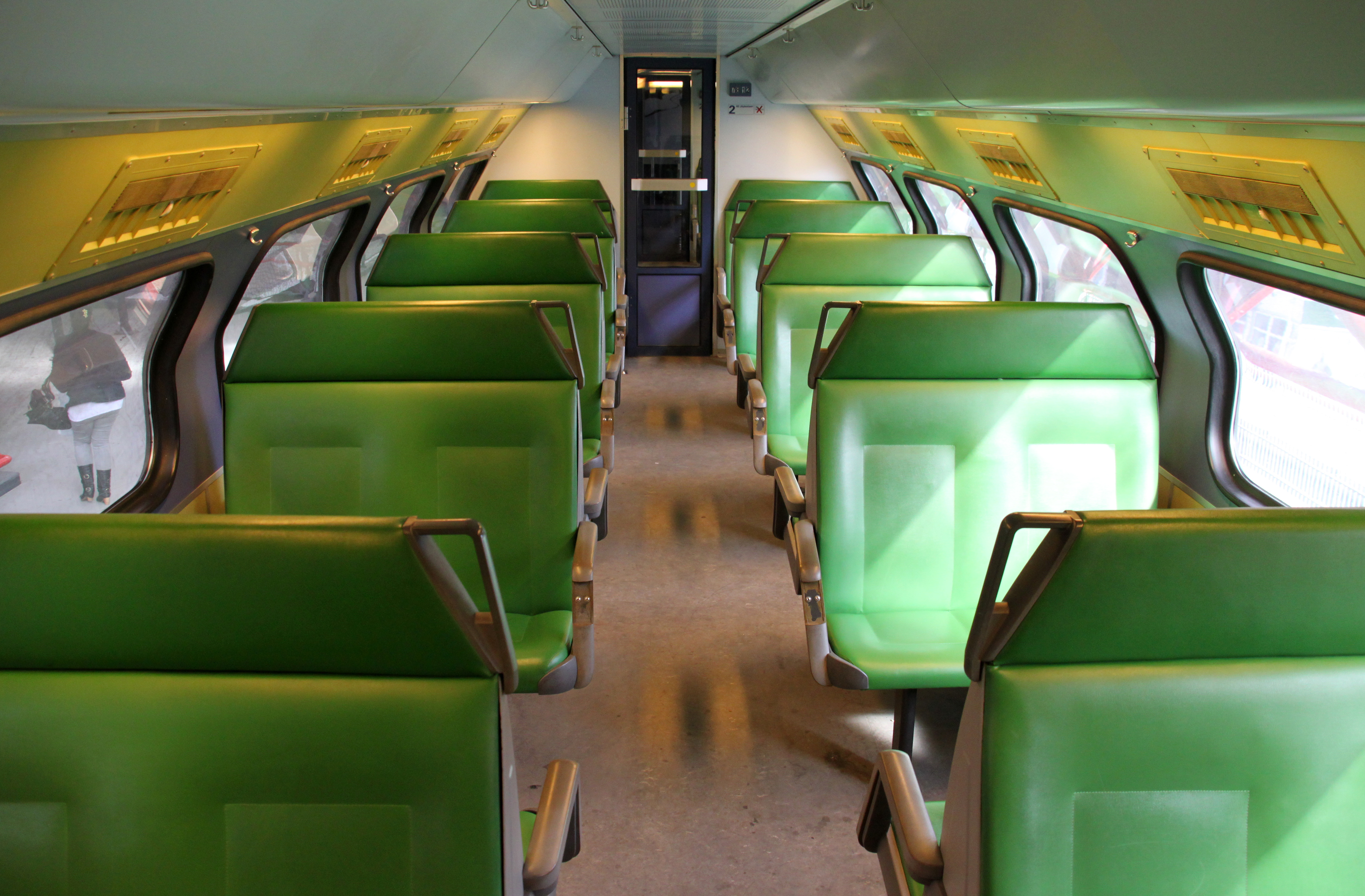
DD-AR interieur tweede klas (boven)
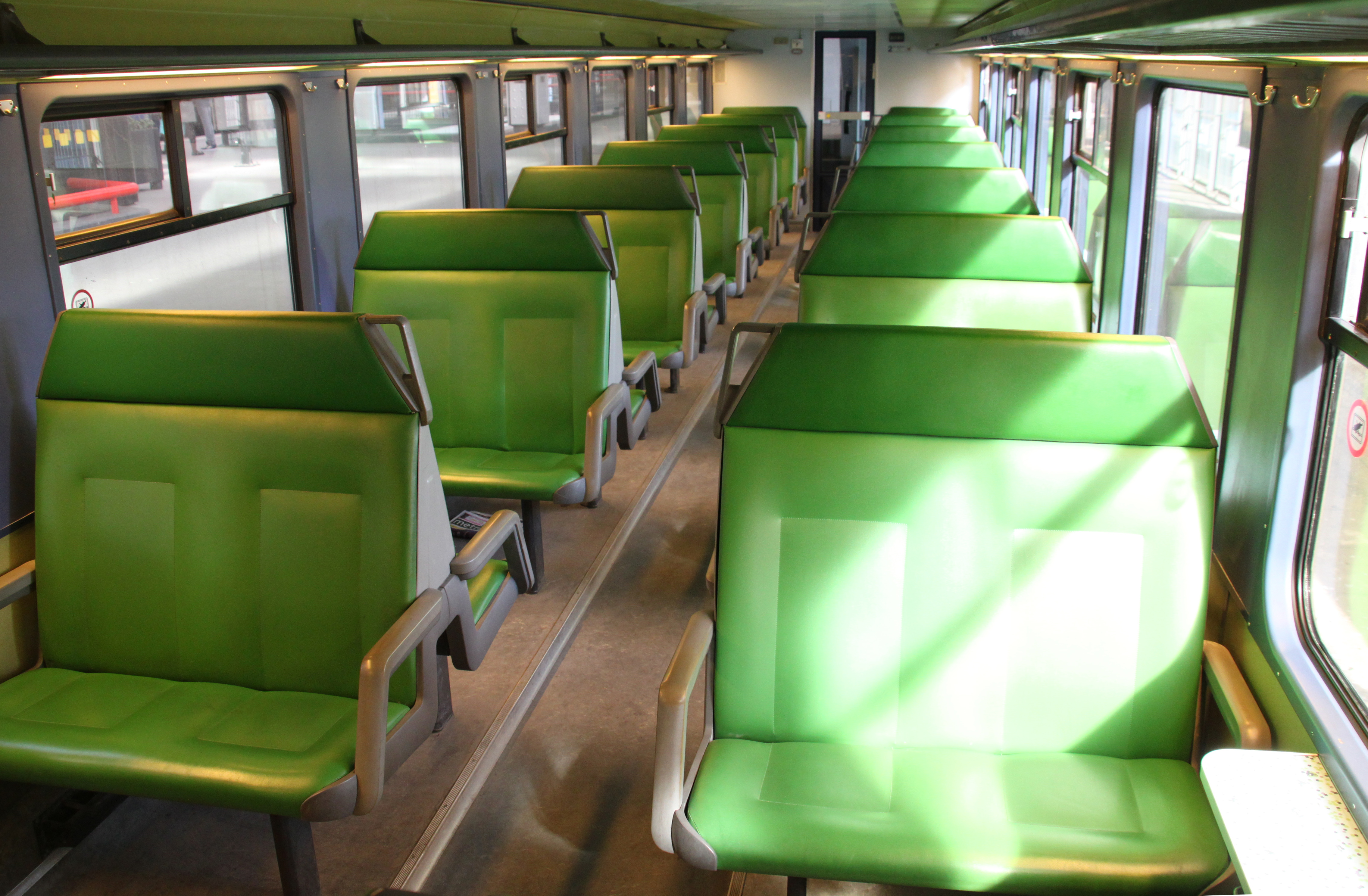
DD-AR interieur tweede klas (beneden)
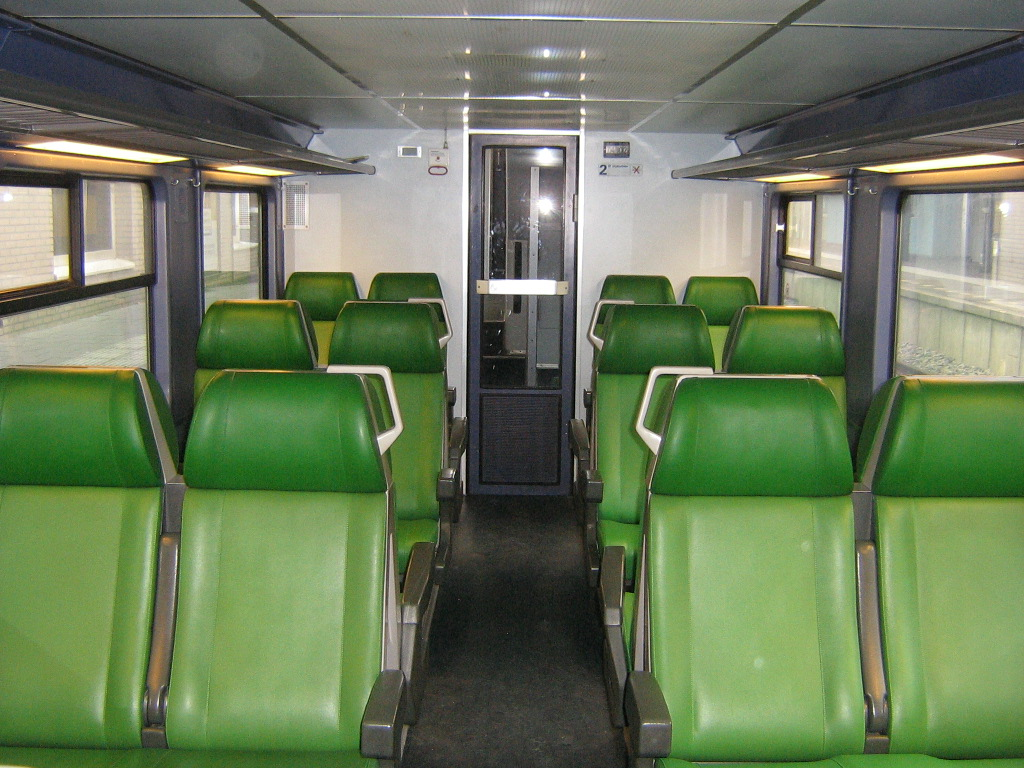
DD-AR interieur tweede klas (beneden), voormalige eerste klasse
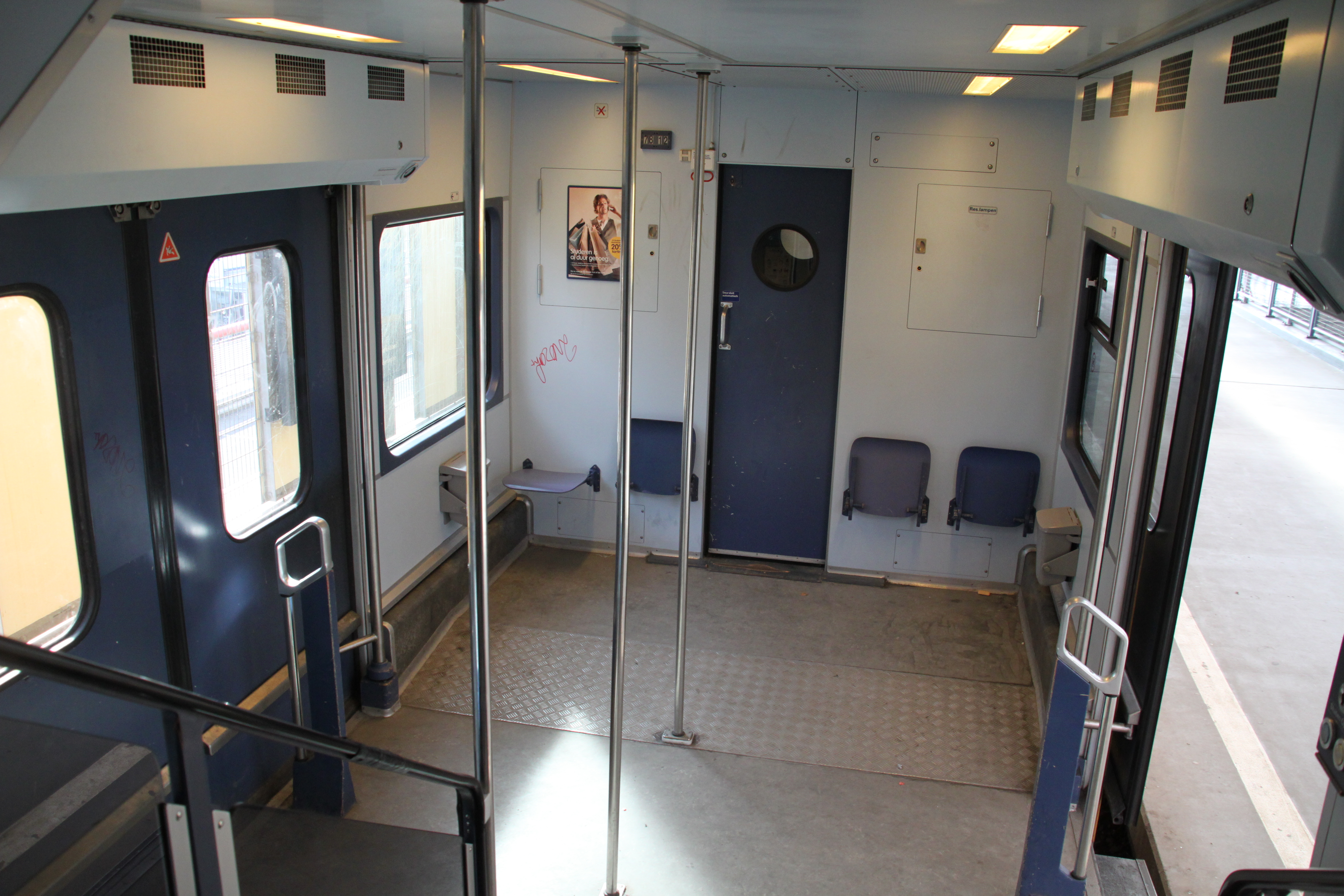
DD-AR balkon met ruime deuren
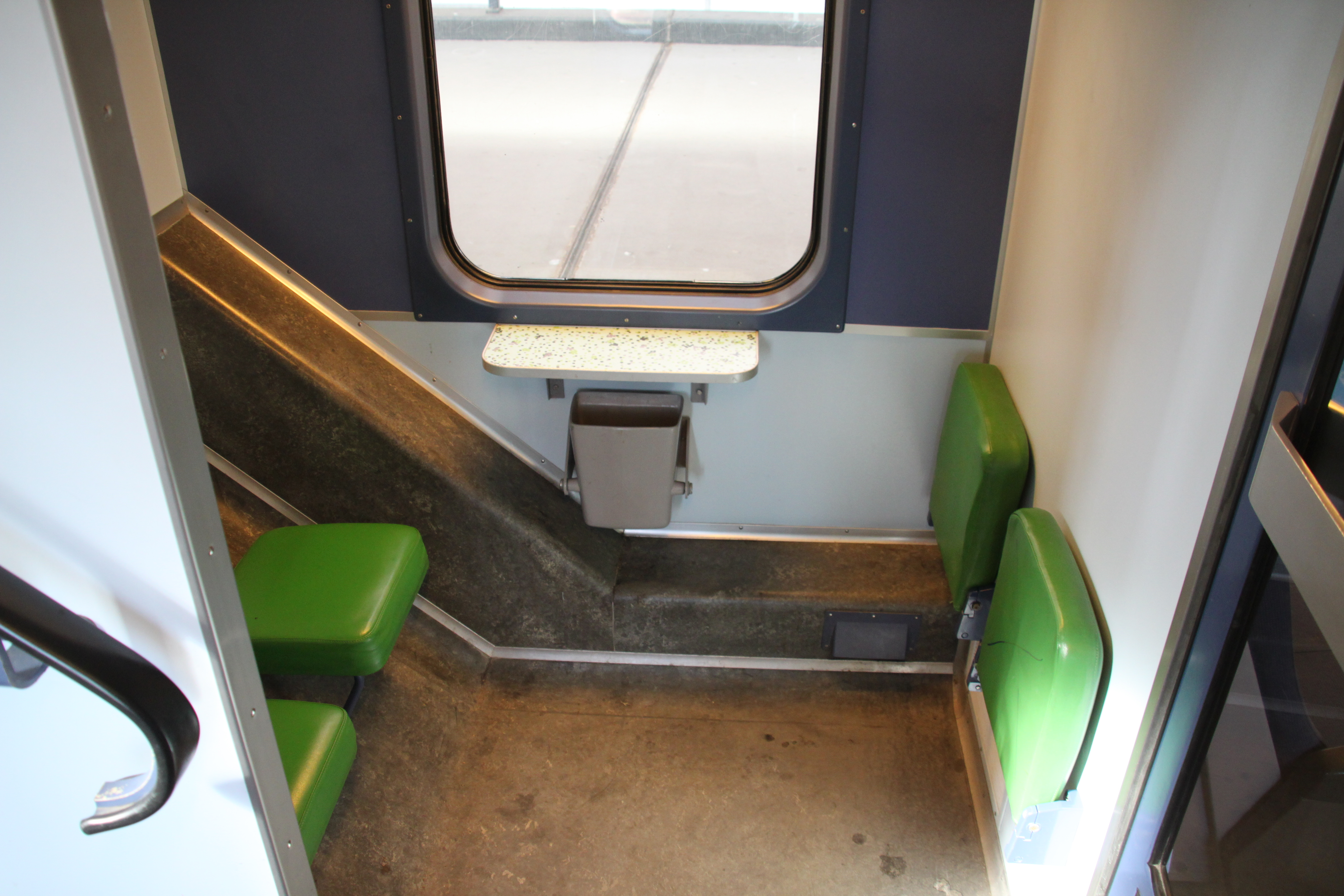
Klapzittingen
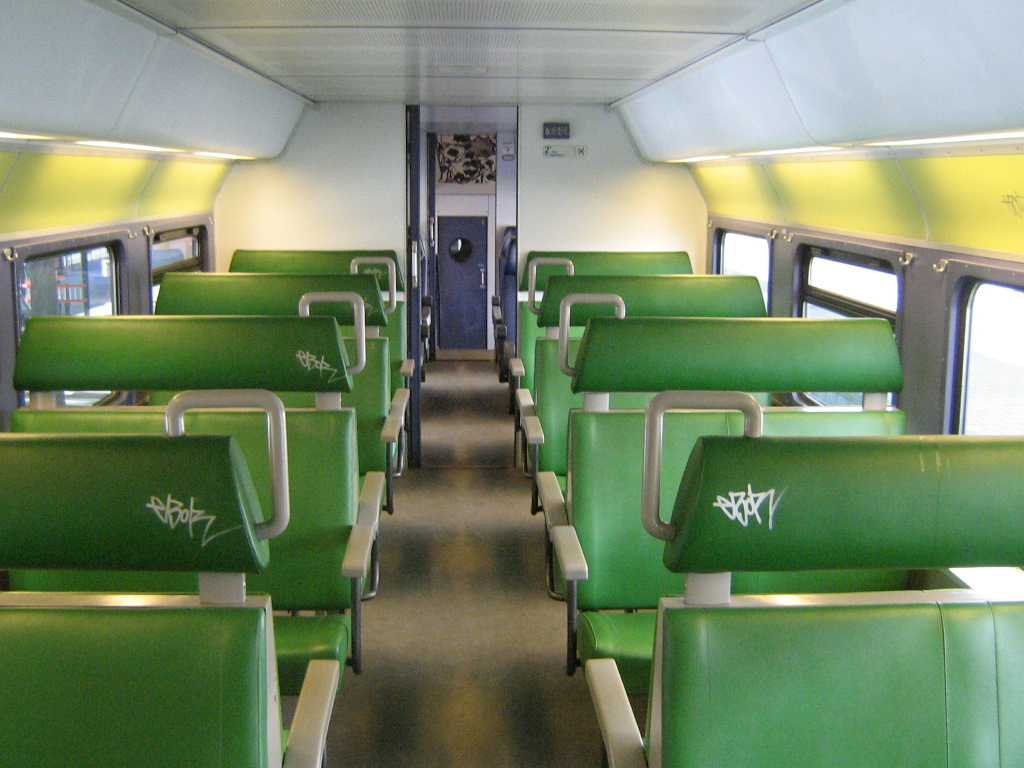
Het interieur van mDDM
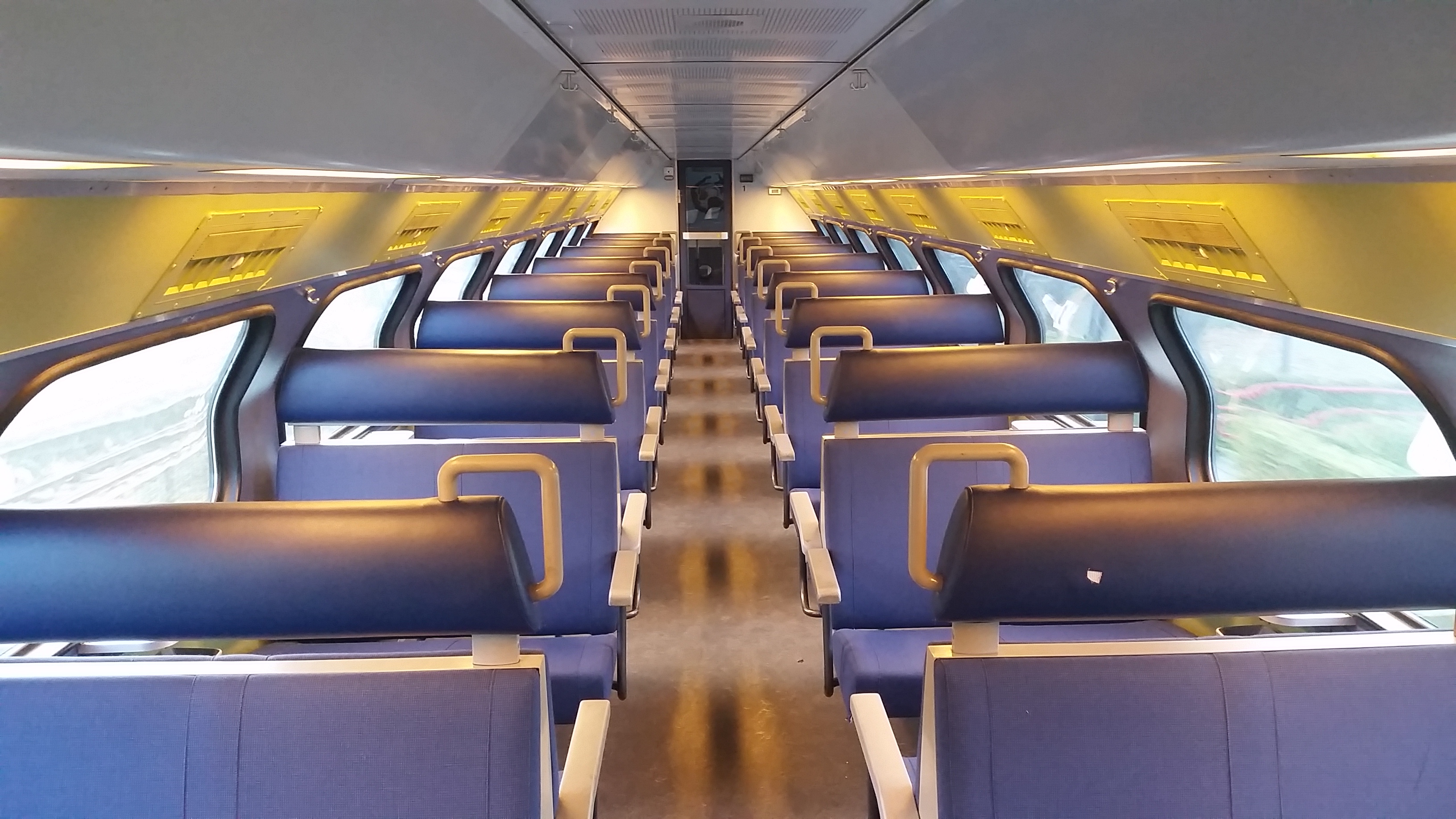
Voormalige 2e klasse, tijdelijk omgevormd naar 1e klasse.